# Гаванная улица (Одесса)
Улица Га́ванная — улица в Одессе, в историческом центре города. От Дерибасовской улицы до пересечения с переулком Маяковского и Военным спуском.

## История
Первоначальное название — Портовая. 24 сентября 1827 года была переименована в Гаванскую. На картах города появляется с 1828 года.
На этом месте существовала балка, тянувшаяся от Греческой площади до гавани. На пересечении с Дерибасовской через балку был устроен мост. Дорогу, шедшую дном балки, назвали Гаванной, или Гаванской, а после постройки здесь военных казарм — Военным спуском. Оба названия использовались одновременно.
Согласно генеральному плану развития города улица Гаванная ликвидировалась, на её месте прокладывался широкий Александровский проспект, который соединил бы порт с главными площадями города — Греческой и Старобазарной, а также с рынком Привоз.
Однако, в 1826 году этот план был изменён архитектором Торичелли. Им на улице Дерибасовской, на пересечении с Гаванной у Греческой площади, был спроектирован так называемый Дом Торичелли (ныне — Дом книги). По его примеру Алексей Маюров на Греческой площади возвёл свой «дом Маюрова» (или Круглый дом, теперь — Галерея «Афина»), а Иоганн Ансельм в начале современного Александровского проспекта — Дом Ансельма (разрушен, на его месте — ресторан «Киев»). Таким образом, улица Гаванная была сохранена.
Улица ещё несколько раз меняла название: так, 30 сентября 1831 название было изменено на Гаванная, однако уже 4 июня 1832 старый вариант надписи (Гаванская) был возвращён.
7 июля 1837 улицу переименовывают в Александровская гаванская. В середине 1860-х годов большая часть балки была засыпана, а Военным спуском назвали оставшуюся часть от Сабанеева моста.
При советской власти, 3 апреля 1924 года, улицу переименовали в честь Степана Халтурина (1856—1882) — народовольца, казнённого в Одессе и похороненного на Карантинном кладбище. Во время Великой Отечественной войны, в период с 1944 года по 5 сентября 1946, улице было возвращено название Портовая, однако затем снова — советское название улицы. Современное название — Гаванная — с 18 августа 1994.

## Достопримечательности

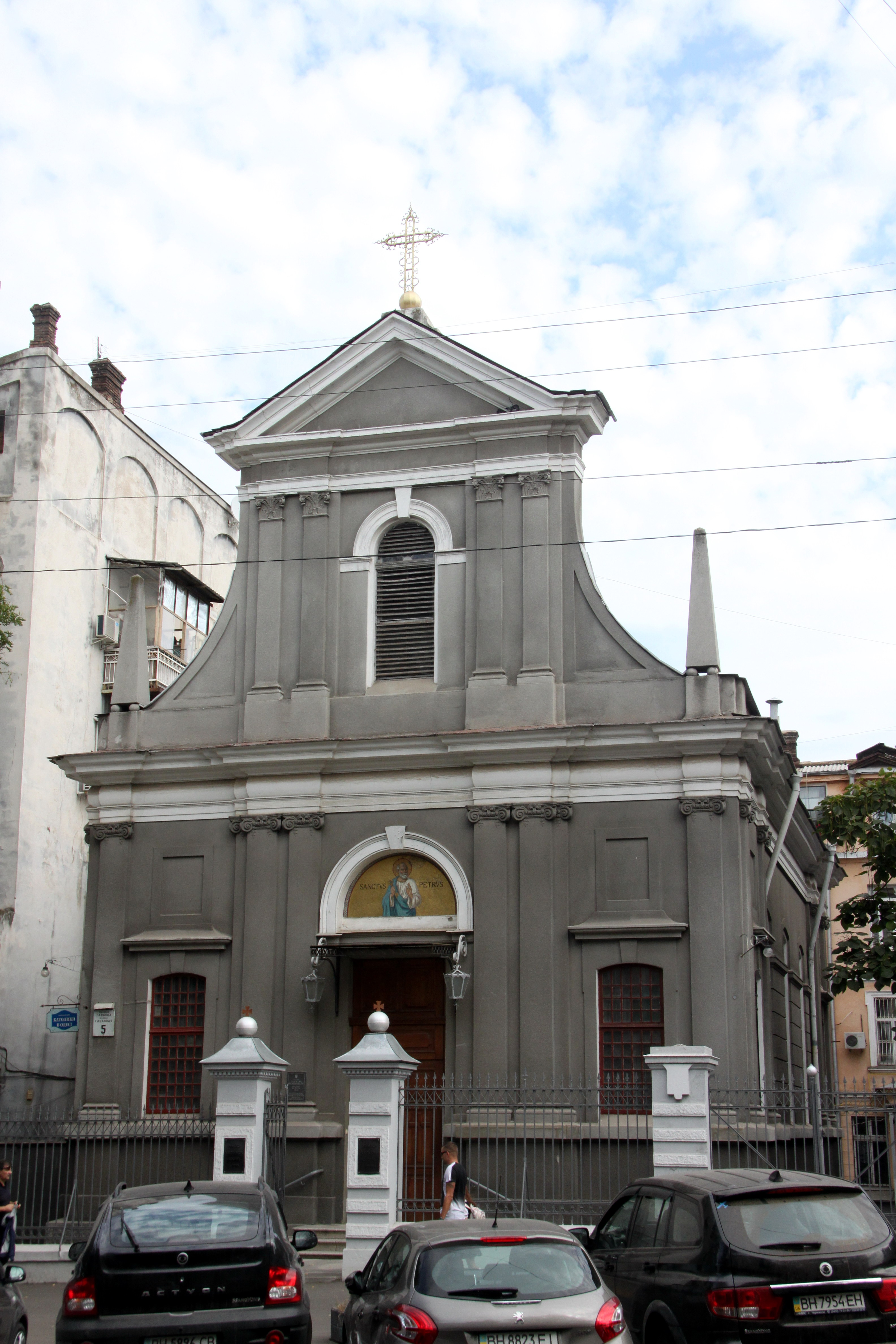
Церковь Святого апостола Петра

На улице находится городской краеведческий музей, во дворе которого сохраняется ботанический памятник природы местного значения столетнее дерево Каштан конский.
Д. 5 — Церковь Святого апостола Петра

## Известные жители
Д. 2 — архитектор Д. Е. Мазиров